# Брутон, Стивен
Стивен Брутон (англ. Stephen Bruton; 7 ноября 1948, Уилмингтон (Делавэр) — 9 мая 2009, Лос-Анджелес) — американский музыкант: композитор, гитарист, музыкальный продюсер.

## Общие сведения
Родился под именем Стивен Тернер Брутон в г. Уилмингтон, штат Делавэр. В возрасте двух лет вместе с семьей переехал в Техас. Попал на музыкальную сцену г. Форт-Уэрт после окончания Техасского христианского университета, когда к его группе присоединился Крис Кристофферсон; дружба и сотрудничество Брутона и Кристофферсона продолжались более 40 лет.

## Смерть
Брутон умер от осложнения рака горла в Лос-Анджелесе 9 мая 2009 года, в возрасте 60 лет. У него остались мать, брат и жена Мария.
Памяти Стивена Брутона посвящён фильм «Сумасшедшее сердце», в создании саундтрека к которому он сам принимал участие.